# Adolf Horchler

Adolf Horchler zu Beginn seiner Karriere in Kempten, porträtiert um 1878.

„Horchler, Brgmstr.“: Unterschrift von Adolf Horchler

Adolf Horchler (links) geht nach einem Festgottesdienst im März 1912 zusammen mit Martin Kellenberger entlang der Fürstäbtlichen Residenz.

Adolf Horchler (* 8. Januar 1849 in Regensburg; † 12. Januar 1929 in Straubing) war ein deutscher parteiloser Kommunalpolitiker, Heimatforscher und Landtagspräsident. Seine 36-jährige Amtszeit als Stadtoberhaupt von Kempten, die längste bislang in dieser Stadt, wird als „Ära Horchler“ bezeichnet. Horchler ist der Gründer des Heimatvereins Kempten. Der Ehrenbürger der Stadt Kempten erhielt wegen seines Wirkens für Bayern den Titel und Rang eines Königlichen Hofrates.

## Leben

### Schule und Ausbildung
Adolf Horchlers katholische Eltern stammen aus dem oberpfälzischen Pfreimd. Einige Jahre vor der Geburt Adolf Horchlers zogen die Klavierlehrerin und ihr Gatte, ein Kunsterzieher, nach Regensburg. Horchler kam am 8. Januar 1849 in Regensburg auf die Welt. Horchler legte im Jahr 1866 das Abitur an einem Regensburger Gymnasium ab und begann ein Studium der Rechtswissenschaften in München, welches er dort im Oktober 1870 absolvierte. 1873 legte er mit ausgezeichnetem Erfolg die große juristische Staatsprüfung in seiner Geburtsstadt ab. Vier Jahre später ging der Jurist nach zwei Jahren Tätigkeit in der kommunalen Verwaltung seines Geburtsortes nach Feuchtwangen. Horchler heiratete dort im Jahr 1877 die Notarstochter Sophie Aldosser aus München. Aus dieser Ehe entstammten zwei Kinder, Max und Karolina.

### Politiker
Die anerkannte Arbeit Hochlers weckte das Interesse des Kemptener Magistrats. Im Herbst des Jahres 1877 beschloss der Magistrat, erstmals einen rechtskundigen Magistratsrat zu beschäftigen. Die Amtszeit war befristet auf drei Jahre. Am 4. Oktober des gleichen Jahres entschied sich der Magistrat für Adolf Horchler; nach drei Jahren wurde Horchler im Amt bestätigt. 1881 wurde er Bürgermeister der Stadt Kempten. Anlass für diese Entscheidung waren Unregelmäßigkeiten in der Amtsführung von Horchlers Vorgänger Franz Seraph Korrn. Dieser hatte die Stadt samt Abfindung zu verlassen.
Von 1882 bis 1919 war Horchler außerdem Mitglied im schwäbischen Landtag und ab 1901 dessen Präsident.
Im August 1914 wurde Horchler via Telegraph aus dem Urlaub zurückgeholt. Die vier folgenden Jahre des Ersten Weltkrieges stellten große Anforderungen an Horchler und die Stadt. Horchler trauerte in dieser Zeit um seinen Sohn, der als Hauptmann der Reserve des 20. Infanterieregiments am 2. Oktober 1916 in Frankreich gefallen war.

### Ruhestand und Tod
Nachdem Horchler am 27. Januar 1919 die Ehrenbürgerwürde der Stadt Kempten erhalten hatte, beendete er am 31. Januar 1919 seine am 3. November 1881 begonnene Bürgermeisterkarriere. Hierfür waren gesundheitliche Gründe ausschlaggebend. 1924 verstarb Horchlers Frau Sophie.
Den Winter 1928/29 wollte Horchler bei seiner Tochter in Straubing verbringen. Er verstarb dort vier Tage nach seinem 80. Geburtstag am 12. Januar 1929. Drei Tage später wurde er nach Kempten überführt und dort auf dem Katholischen Friedhof neben seiner Frau bestattet.

## Wirken
Kempten war seit Jahrhunderten historisch bedingt gespalten: Bis 1818 existierten zwei gleichnamige, nebeneinander liegende Städte namens Kempten. Jede Stadt hatte ihre eigene Verwaltung, Struktur, Wirtschaft und eigene Kultur. Die als „Altstadt“ bezeichnete, protestantisch geprägte frühere Reichsstadt war durch eine Stadtmauer von der Neustadt getrennt. Die Neustadt war bis zur Säkularisation im Jahr 1802 durch den Fürstabt absolutistisch regiert, katholisch geprägt und wird auch „Stiftsstadt“ genannt. Dieses Nebeneinander war in den Köpfen so stark verankert, dass noch viele Jahrzehnte nach dem bayerischen Gemeindeedikt eine gewisse Feindschaft herrschte.
Horchlers Hauptziel war die Zusammenführung beider Kempten in allen Lebensbereichen. Die Stadt wuchs während der „Ära Horchler“ von 12.000 auf 21.000 Einwohner.

### Politik

#### Kommunalpolitik
Um sein Ziel der „einen Stadt“ zu realisieren, griff der Bürgermeister die komplexen Koexistenzen an. Es bestanden, wirtschaftlich sich nicht rentierende, aber vom Zweck gleichwertige Organisationen. Horchler ließ die Getreideschranne des Kornhauses in der Neustadt mit der im Rathaus der Altstadt zusammenlegen. Er ging von einem sinkenden Getreidevolumen aus und glaubte, dass die eine neue Getreideschranne den künftigen Größenanforderungen entsprechen würde, womit er Recht behielt. Aufgrund des starken Widerstandes der Neustädter konnte die Zusammenlegung allerdings erst zwei Jahre später als geplant verwirklicht werden. Auch nach der Zusammenlegung ging der Widerstand weiter: Nach der Schließung des neustädtischen Kornhauses wehte eine schwarze Trauerfahne am dortigen Gebäude; in den Lokalteilen der Zeitungen erschienen Todesanzeigen für die neustädtische Kornkammer.
Während seiner Amtszeit wurde die Freitreppe als Symbol der Einheit gebaut. Es wurden Häuser abgebrochen, um den Verkehrsfluss zwischen der tiefer- und am Flussufer der Iller gelegenen Altstadt mit der auf der Illerhochterrasse gelegenen Neustadt zu verbessern. Verschiedene Baumaßnahmen sollten auch die bessere Zugänglichkeit zum Kemptener Bahnhof gewährleisten.
Auch die Anlage des Stadtparks auf der früheren Schwaigwiese zwischen den beiden Stadtzentren ist Horchler zu verdanken. Bereits kurz nach seinem Amtsantritt 1885 veranlasste Horchler eine Neuvermessung und Kartierung des Stadtgebietes im Maßstab 1:1000. Diese Vermessung ermöglichte eine moderne Infrastrukturplanung, um mit den Urbanisierungsprozessen Schritt zu halten. Hierdurch konnten auch neue Siedlungsgebiete eingerichtet werden, was das starke Bevölkerungswachstum überhaupt ermöglichte.
Zu diesen Verstädterungsprozessen gehörten die Fortsetzung der Kanalisierung, die Anlage von Trottoiren, Einrichtung einer Straßenbeleuchtung, der Müllabfuhr und die Modernisierung der Wasserversorgung in Kempten. Diese Verbesserungen dienten der Sauberkeit, dadurch auch der Lebensqualität. Ein Resultat hiervon war die allmähliche Senkung der Kindersterblichkeitsrate in Kempten.
Bei der Energieversorgung erwarb die Stadt die 1857 erbaute, bis dato als Aktiengesellschaft organisierte Gasfabrik unterhalb der Burghalde. Der Bau eines Elektrizitätswerkes ermöglichte die Inbetriebnahme von Bogenlampen auf größeren Plätzen in Kempten am 16. November 1901.
1907 erkannte Horchler den Bedarf einer zweiten Bahnhofsanlage; er gab in diesem Jahr den Auftrag zum Bau des Ostbahnhofes mit Industriegleisanschlüssen. Er erwarb hierbei mehrere am Bahnhof angrenzende Grundstücke im Namen der Stadt, um sie an Gewerbe und Industrie günstig zu verkaufen.

#### Führungsstil
Horchlers Verwaltungs- und Führungsstil ähnelte dem seines Nachfolgers Otto Merkt. Seine manchmal harten Entscheidungen führten im Stadtrat und innerhalb der Verwaltung zu manchen Auseinandersetzungen. Häufig traten Interessensgruppen aus der Altstadt gegen die aus der Neustadt an, unabhängig von sonstigen Parteizugehörigkeiten. Horchlers Aufgabe war daher seine gesamte Amtszeit hindurch die Behandlung dieses jahrhundertealten Konfliktfeldes innerhalb der Bevölkerung Kemptens.
Die politische Gesinnung von Horchler, der keiner Partei angehörte, lässt sich als deutsch-national und auch monarchistisch beschreiben. Er war Anhänger der bayerischen Monarchie und lobte diese wiederholt bei öffentlichen Reden. Zusätzlich war Horchler auch ein Nationalliberaler und Bismarckverehrer. Kommunalpolitisch versuchte der Bürgermeister den politischen Katholizismus und die Sozialdemokraten einzudämmen, was ihm auch lange Zeit gelang.
Horchler verfolgte einen sehr eigenen Stil in der Leitung der Stadt, was der altkatholische Pfarrer und Stadtarchivar Friedrich Heinrich Hacker (1880–1950) mit diesen Worten kommentierte: „Adolf Horchler gehörte keiner Partei an, er war selbst die Partei Horchler.“
Ein Sitzungsboykott der neustädtischen Oppositionsfront erzeugte landesweites Aufsehen. Die Feindschaft zu Horchler zeigte sich auch an seinem 20-jährigen Dienstjubiläum, als Gelder für eine öffentliche Feier im Jahr 1901 vom Rat der Stadt abgelehnt wurden. Seine Gegner nahmen dann an der letztendlich doch genehmigten Veranstaltung demonstrativ nicht teil. Horchler bot seinen Rücktritt an, als neustädtische Gemeindebevollmächtigte ihn aufgefordert hatten, eine Sitzung zu verlassen. Er blieb jedoch im Amt.
Dass er sich trotz aller Widerstände fast 40 Jahre als Bürgermeister in Kempten halten konnte, lag auch daran, dass sich kein Gegenkandidat fand, auf den sich die Stadträte hätten einigen können. Zugute kamen ihm auch die in der damaligen Zeit üblichen, plötzliche Wahlkreisveränderungen.
Immensen Fleiß bewies Horchler beim Anfertigen von handschriftlichen Dokumenten und Akten. Besonders in den Bauakten fällt seine markante Handschrift in beinahe jedem Akt auf. Das Stadtoberhaupt schrieb auch alle Protokolle nach den Ratssitzungen selbst. Ein Anliegen war es dem Verwaltungsfachmann auch durch Vorschriften, Instruktionen und Statuten Ordnung in die Stadt zu bringen. Wolfgang Petz, Historiker und regionalgeschichtlicher Autor, bezeichnete Horchler als engagiertesten Kämpfer für eine Verschmelzung der Doppelstadt Kempten.

### Kultur

#### Heimatpflege
Privat interessierte sich Horchler für Geschichte und Archäologie. Der Heimatforscher Horchler veröffentlichte seine Forschungsergebnisse und war im Jahr 1884 mit Joseph Buck und Adolf Leichtle Mitbegründer des Allgäuer Alterthumsvereins, des heutigen Heimatvereins Kempten. Horchlers Altertumssammlung ermöglichte im Jahr 1925 die Eröffnung des Allgäuer Heimatmuseums im neustädtischen Kornhaus. Horchler veranlasste auch die naturwissenschaftliche „Sammlung Reiser“. Unter Horchler wurde die Stadtbibliothek neu katalogisiert und das Stadtarchiv im Neubronner Haus neu strukturiert.
Horchler initiierte und organisierte auch einen Theaterverbund für das Stadttheater Kempten, das Stadttheater Memmingen und das Stadttheater Kaufbeuren. Dadurch wurde eine größere Vielfalt an Aufführungen möglich. Nach Beendigung des Ersten Weltkrieges gründete Horchler einen Verein der Theaterfreunde; der Zulauf hielt sich wegen der damaligen allgemeinen wirtschaftlichen Situation jedoch in Grenzen. Horchlers Interesse am Theater beruhte auf seiner Verbundenheit zur Schönen Kunst, die von seinen Eltern stammte. Horchler selbst war künstlerisch begabt, er galt bis ins hohe Alter als ausgezeichneter Klavierspieler.

#### Numismatik
Bayernweit galt Horchler als ausgezeichneter Numismatiker. Sein Steckenpferd war die Registrierung und das Sammeln verschiedener Münzfunde; hierbei interessierten ihn besonders Allgäuer Münzgelder und vergleichbare Objekte. Horchler schenkte nicht nur wertvollen Dukaten und Ähnlichem seine Aufmerksamkeit, sondern sammelte auch Biermarken, Wallfahrtskarten, Porzellanmedaillen, Spielgeld, Bleiplomben, Flaschenpfandmarken, Jetons, Marken und Vereinsplaketten. Laut Clemens Maria Haertle, der einen Katalog der Kemptener Münzen verfasste, ist dies ein großes historisches Verdienst von Horchler, denn diesen kulturgeschichtlichen Relikten der Vergangenheit schenkte damals kaum jemand Beachtung.
Es sind über 20 numismatische Manuskripte von Adolf Horchler erhalten geblieben. Es handelt sich dabei um Aufsätze, Fundberichte, Inventar- und Eingangslisten, Protokolle und Kataloge.
Der Münzsammler Horchler pflegte ab 1883 intensive Kontakte zu Münzhändlern. In den ersten zehn Jahren seiner Amtszeit erwarb Horchler für erhebliche finanzielle Mittel das Gros seiner Sammlung. Die Sammlung Horchler umfasste im Jahr 1925 etwa 2200 antike, 1100 mittelalterliche und 4000 neuzeitliche Münzen und ging an das Heimatmuseum in Kempten.
Horchler wandte sich an bekannte deutsche und österreichische Münzhandlungen mit der Bitte um Beihilfe zur Vervollständigung seiner Sammlung Kemptener und Allgäuer Münzen, was Erfolg hatte. Besonders eng waren seine numismatischen Kontakte zu Eugen Merzbach und Otto Helbing. Bereits 1883 erwähnte Horchler in einem Brief an Merzbach zum ersten Mal seine Pläne zur Einrichtung eines Stadtmuseums für Kempten.

## Ehrungen

Das Fotoalbum in der Mitte, dahinter das Modell des Rathausbrunnens

Adolf Horchler wurde zum Ehrenbürger der Stadt Kempten ernannt und bekam Titel und Rang eines Königlichen Hofrats verliehen. Diese im Jahr 1901 erhaltene Ehrung war die Folge seines Wirkens im schwäbischen Landtag in den Jahren 1882 bis 1919, seit 1901 als dessen Präsident.
Im Januar 1926 wurde in Kempten die damalige Klosterstraße am Rande der Altstadt zu seinen Ehren in Horchlerstraße⊙ umbenannt.
Eine besondere Ehrung der Stadt stellt ein aufwendig gestaltetes Fotoalbum dar, das Horchler während eines Festaktes zu seinem 25-jährigen Dienstjubiläum überreicht wurde. Das Album ist mehrere Kilo schwer, 40,5 cm lang, 31 cm breit und fast 10 cm dick und wird heute im Stadtarchiv aufbewahrt. Auf den großformatigen Fotografien sind die wichtigsten Bauprojekte seiner bisherigen Amtszeit abgebildet. Der mehrfarbige Ledereinband zeigt das Kemptener Stadtwappen auf dem Grund bayerischer Rauten und ist mit Messingbeschlägen versehen.

## Schriften
Der Heimatforscher galt deutschlandweit als Experte der Allgäuer Münzkunde. Er verfasste Berichte und Aufsätze über Münzfunde und deutete die Herkunft, Alter und Bedeutung der Fundmünzen.
Einige seiner Schriften sind:
- Ein Prozeß zwischen Stift und Stadt Kempten über das Münzrecht. In: Allgäuer Geschichtsfreund. Bd. 2, 1889, S. 56–60, 75–79, 85–89.
- Münzstätten der Kemptner Fürstäbte. In: Allgäuer Geschichtsfreund. Bd. 4, 1891, S. 71–73.
- Hans Vöhlin von Ungerhausen, Medaille. In: Allgäuer Geschichtsfreund. Bd. 4, 1891, S. 73–74.
- Der fürstliche Münzmeister Heel in Kempten. In: Allgäuer Geschichtsfreund. Bd. 4, 1891, S. 93–98.
- Georg von Werdenstein, Medaille. In: Allgäuer Geschichtsfreund. Bd. 4, 1891, S. 109–110.
- Die Aufhebung der reichsstädtischen Münze in Kempten. In: Allgäuer Geschichtsfreund. Bd. 5, 1892, S. 26–31, 41–47.
- Ein Ducatenfund. In: Mitteilungen der Bayerischen Numismatischen Gesellschaft. Bd. 12, 1893, S. 75–80.
- Verschiedene Prägungen aus dem Allgäu und seiner Nachbarschaft. In: Allgäuer Geschichtsfreund. Bd. 13, 1894 – Bd. 21, 1902.
- Der Münzfund von Leubas. In: Mitteilungen der Bayerischen Numismatischen Gesellschaft. Bd. 15 1896, S. 1–30.
- Vortrag über den Kanal Eschachweiher – Stadt Kempten. 5. September 1921.